# Frunzienskoje (Czeczenia)
Frunzienskoje (ros. Фрунзенское) – wieś w Rosji, w Czeczenii, w rejonie naurskim. W 2010 liczyła 1415 mieszkańców.